# Parafia Trójcy Przenajświętszej w Rudniku nad Sanem
Parafia pw. Trójcy Przenajświętszej w Rudniku nad Sanem – parafia rzymskokatolicka znajdująca się w diecezji sandomierskiej w dekanacie Rudnik nad Sanem. Erygowana w 1583 roku.